# Gare de Nanterre-La Folie
Pour les articles homonymes, voir Gare de Nanterre.
La gare de Nanterre-La Folie est une gare ferroviaire française de la commune de Nanterre (Hauts-de-Seine). Initialement affectée au fret, elle est ouverte au trafic voyageurs depuis le 6 mai 2024.

## Histoire

### Les ateliers de la Folie
En 1837, le quartier de la Folie est traversé par la première ligne de chemin de fer construite au départ de Paris, la ligne de Paris à Saint-Germain-en-Laye. En 1843, il devient le point d'embranchement de la ligne de Paris-Saint-Lazare au Havre.
En 1909, l'Administration des chemins de fer de l’État, qui vient de racheter la Compagnie des chemins de fer de l'Ouest en faillite, y installe de vastes ateliers, construits par l'entreprise Boussiron. Pendant la Première Guerre mondiale, les ateliers seront utilisés par l'armée.
Reprenant leur fonction ferroviaire à l'issue de la guerre, ils seront utilisés pour l'entretien du matériel roulant électrique. Des ateliers de la voie et de la signalisation prendront place par la suite, ainsi qu'un centre de formation ouvert en 1941.
Les ateliers ont été en service jusqu'en 1995. Le centre de formation existe toujours, rue François-Hanriot.

### Gare de triage

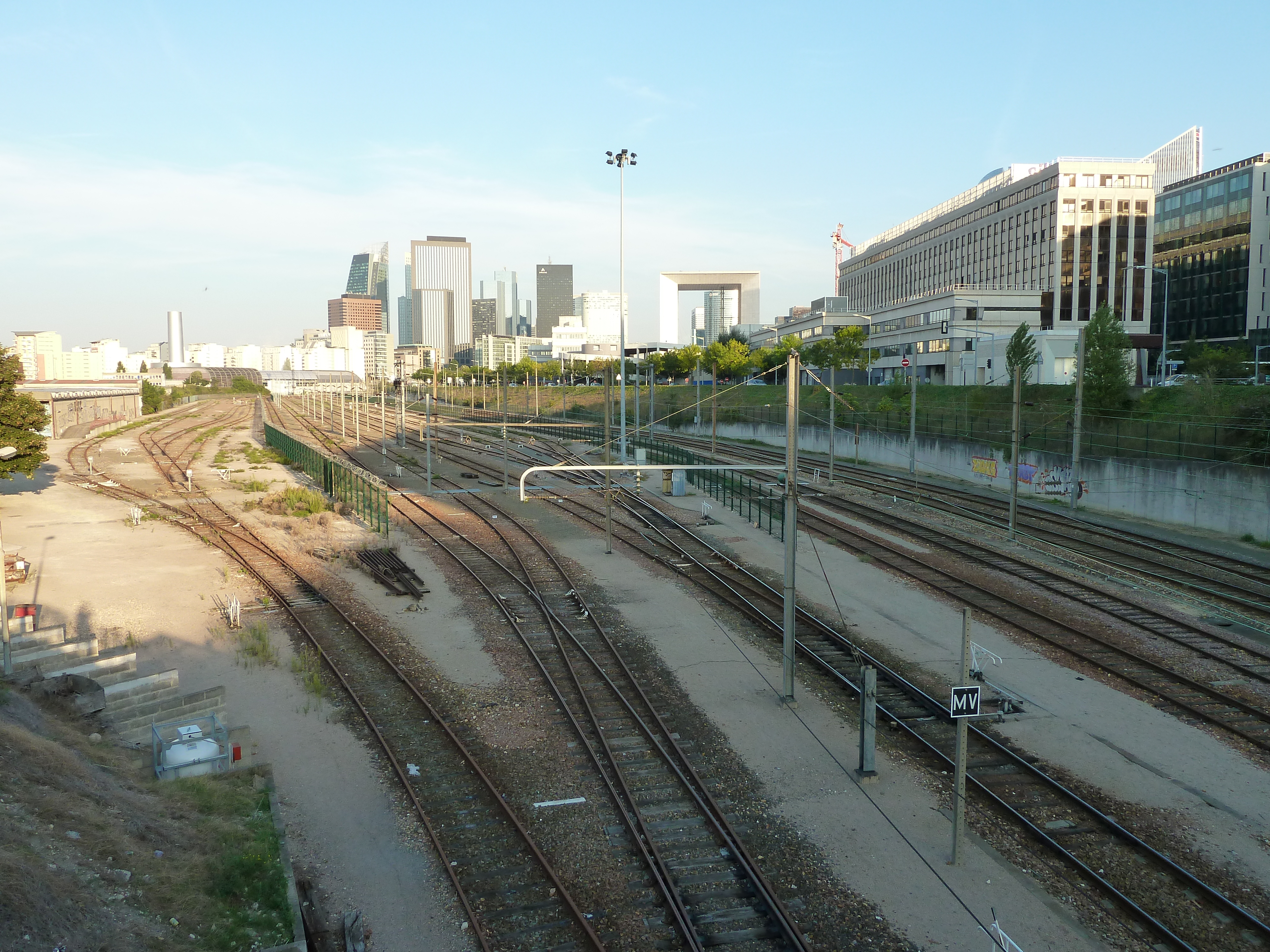
La gare de triage en 9 2010.

Une gare de triage est également installée dans le quartier de la Folie, reliée aux voies de la ligne de Paris-Saint-Lazare au Havre, et à celles de la ligne de Paris-Saint-Lazare à Versailles-Rive-Droite.

### Projet de gare pour la ligne A du RER
Lors du prolongement du métro régional (future ligne A du RER) de La Défense à Saint-Germain-en-Laye en 1972, une gare est prévue pour desservir le campus de l'Université de Nanterre. Cette gare devait initialement être située au nord-ouest du campus après un tunnel sous le campus. À la suite d'un problème technique avec le tunnelier, le parcours de la ligne a été modifié pour contourner le campus en aérien, et une halte nommée Nanterre-La Folie - Complexe Universitaire fut créée. Cette station devint par la suite la gare de Nanterre-Université.

### Transformation en gare de la ligne E du RER
Le prolongement à l'ouest de la ligne E du RER consiste à relier la gare d'Haussmann Saint-Lazare à la ligne de Paris-Saint-Lazare au Havre, par un tunnel débouchant au niveau de l'ancienne gare de triage de la Folie. Il est donc décidé de construire une nouvelle gare voyageurs à la place de l'ancienne gare de triage, dont le rôle est double : desservir le quartier rénové des Groues, et servir de gare terminus pour les missions du RER E vers l'est. La gare est complétée par des voies de garage et un site de maintenance. Deux nouveaux ponts sont également construits au dessus des voies pour désenclaver le quartier des Groues.
La nouvelle gare est construite de 2017 à 2024 et ouverte au service voyageur le 6 mai 2024. Elle comporte 6 voies pour 4 quais reliés par une passerelle piétonne de 12 mètres de large.

Chantier de la gare
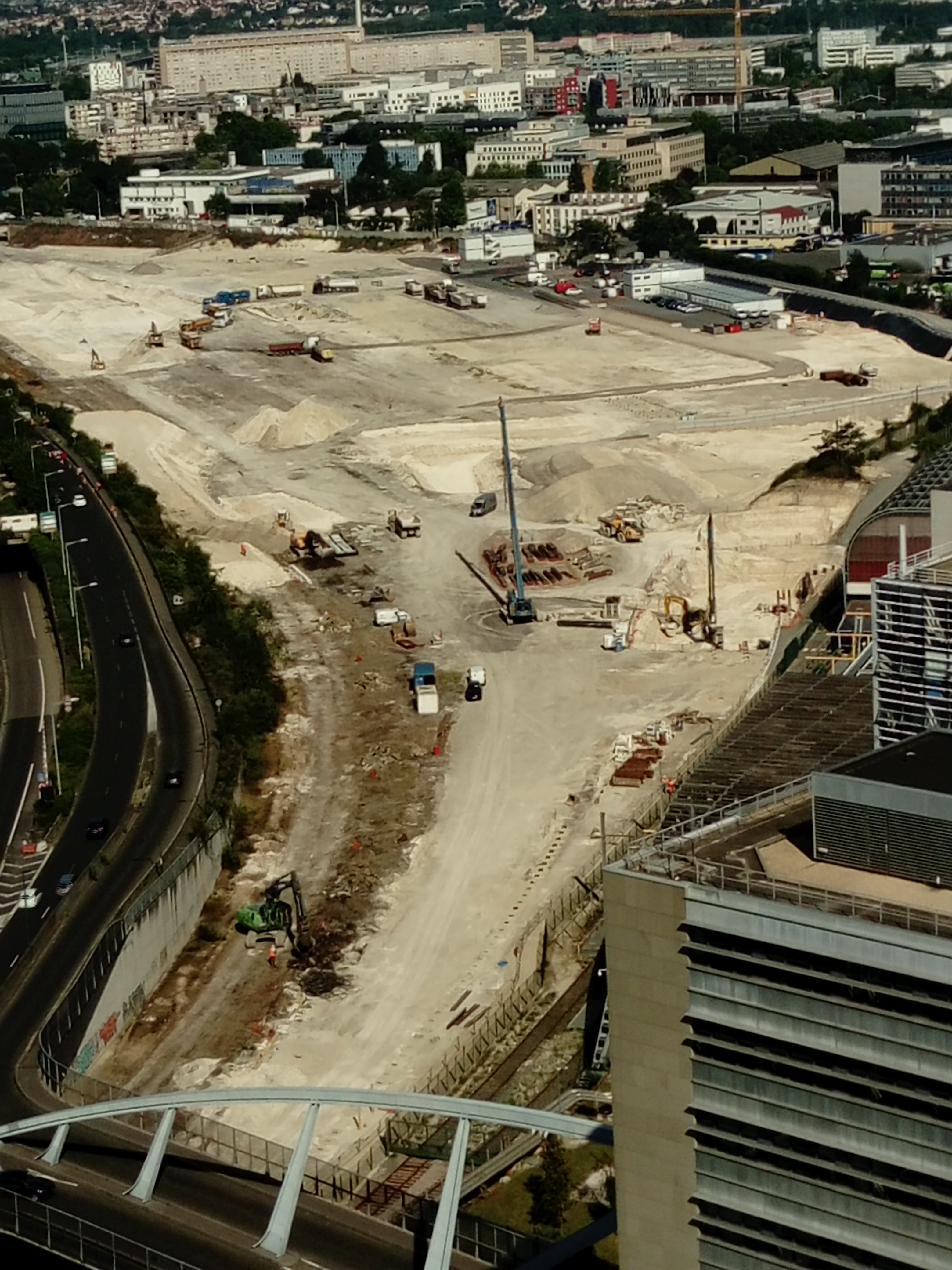
Chantier de la gare à la fin mai 2017.
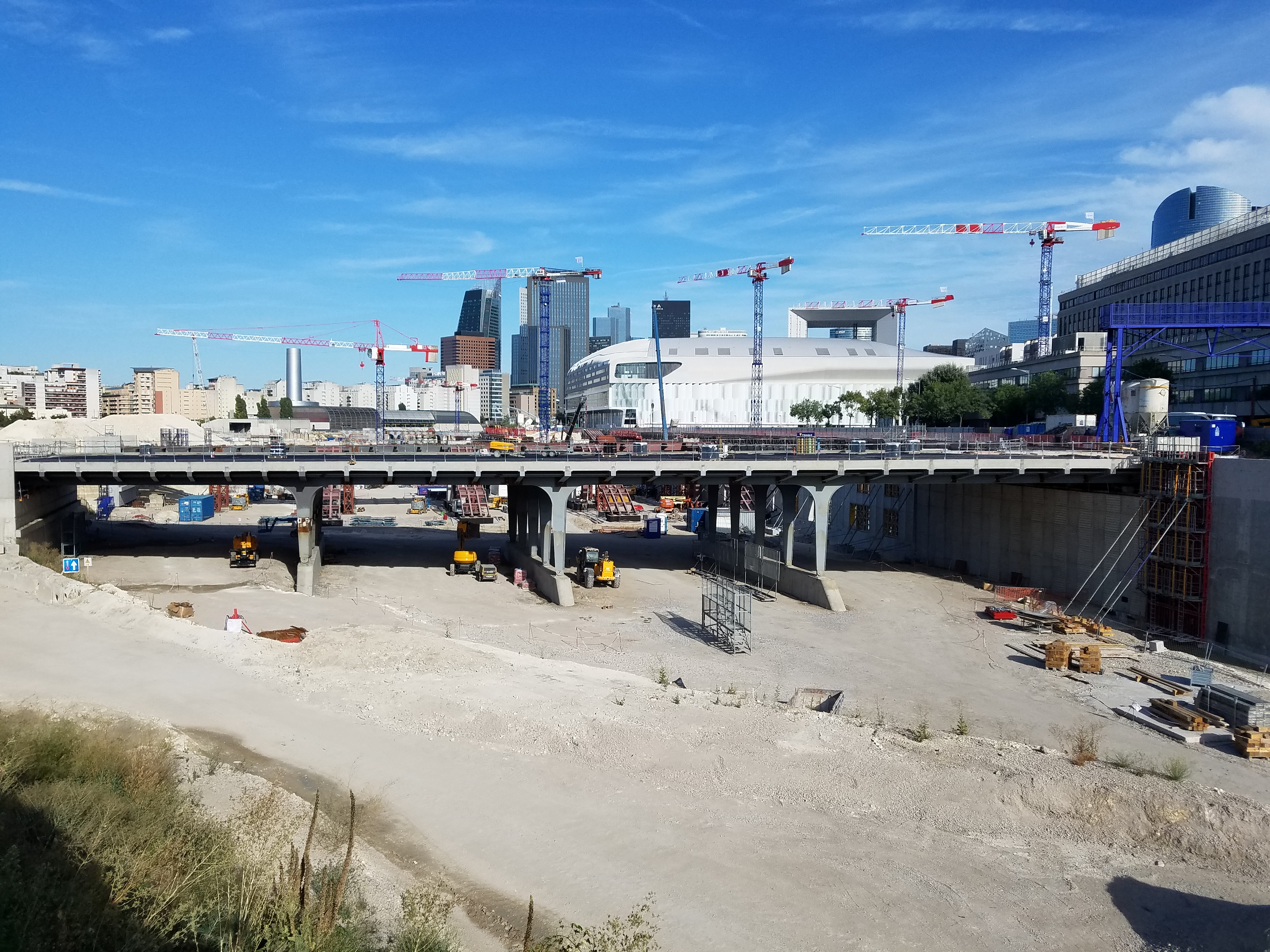
Chantier de la gare depuis l'ouest, en juillet 2018.
Chantier de la gare depuis l'ouest, en août 2019.
Chantier de la gare depuis l'ouest, en août 2020.

## Service des voyageurs

### Accueil
La gare possède une entrée principale de 8 mètres de hauteur et de 12 mètres de largeur. Une passerelle unique relie l'ensemble des quais accessibles via des escaliers mécaniques ou des ascenseurs.

Infrastructures d'accueil
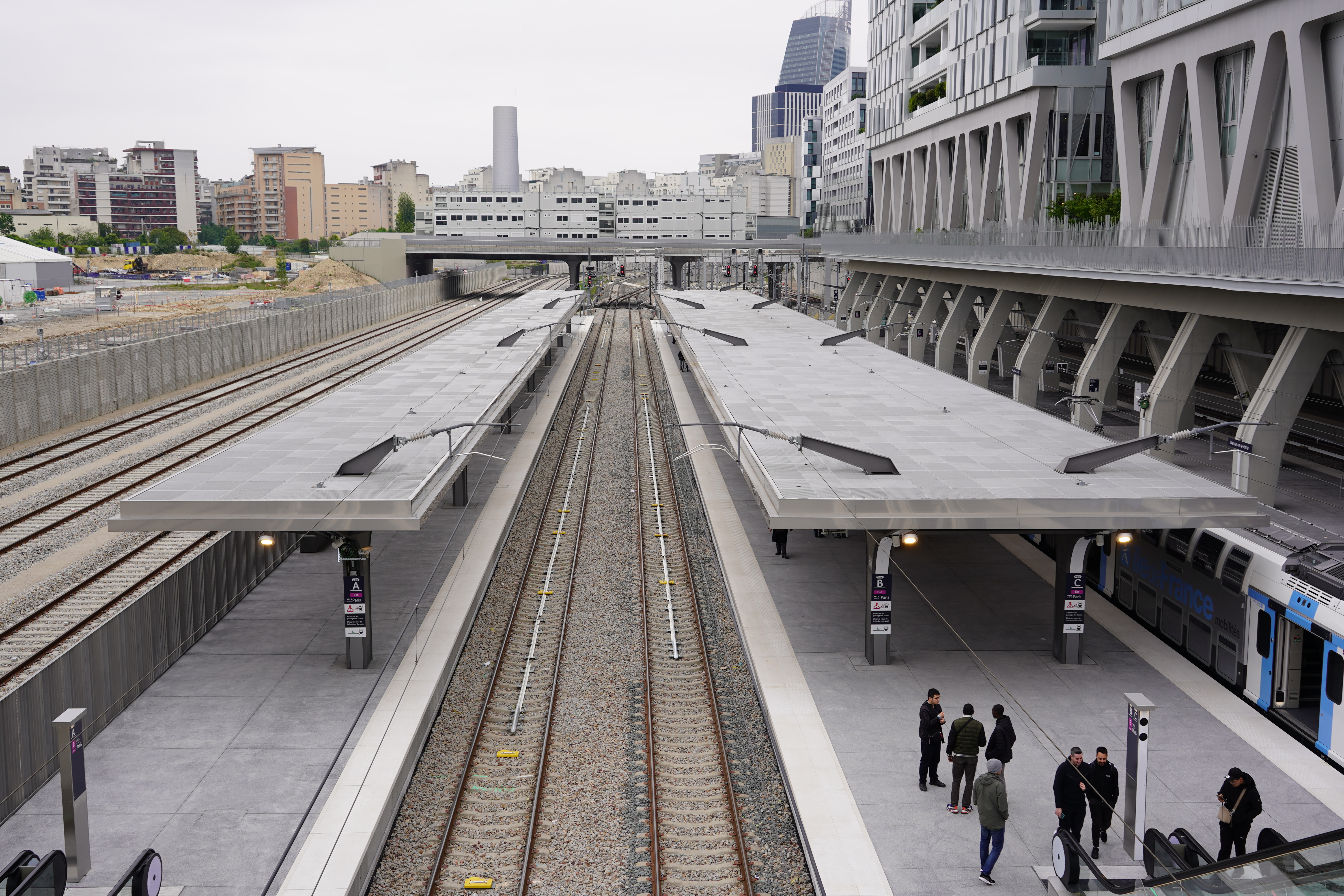
Les voies A et B vues depuis la passerelle.
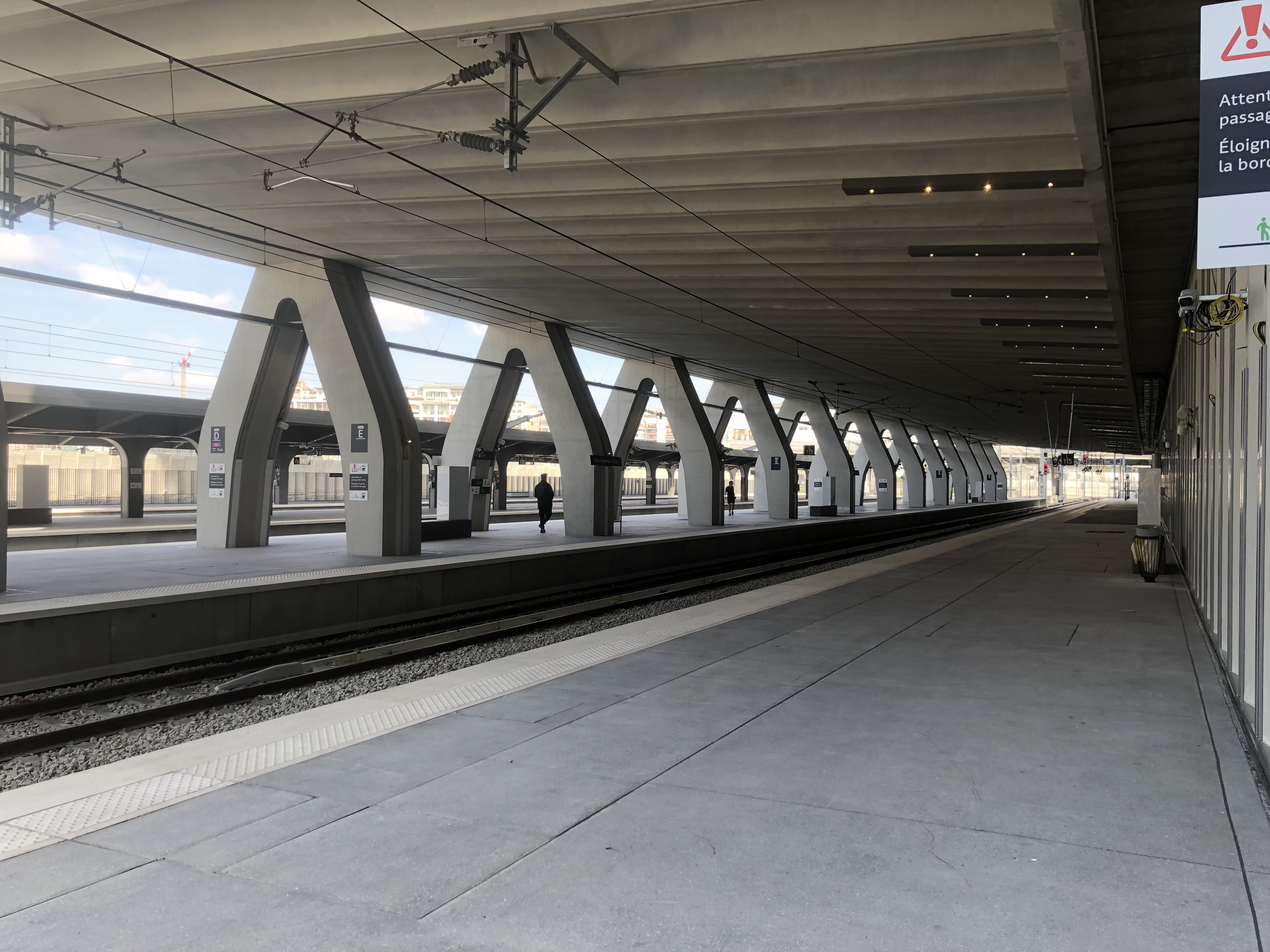
Vue depuis le quai de la voie F sous le siège de Vinci.
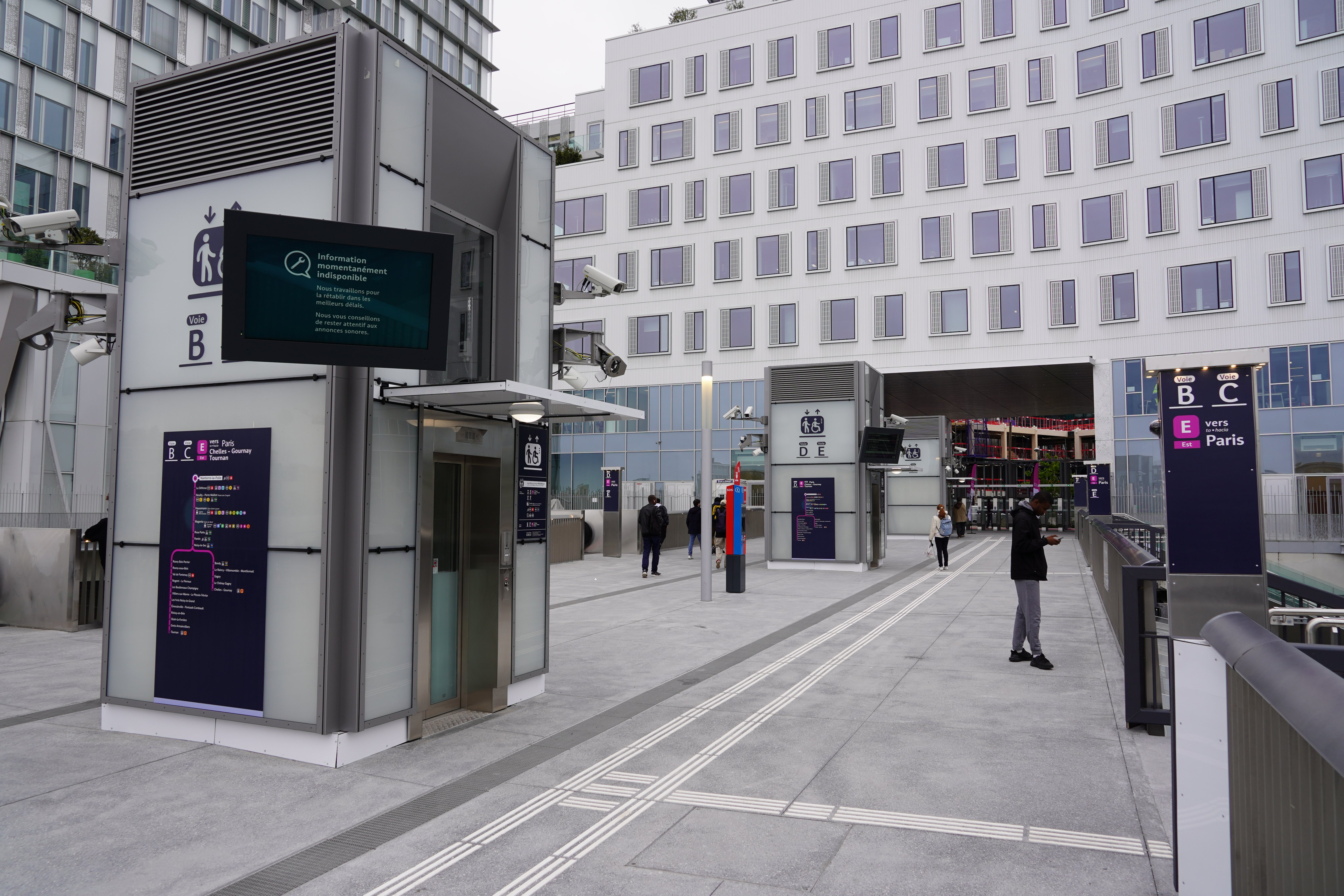
La passerelle.

### Desserte

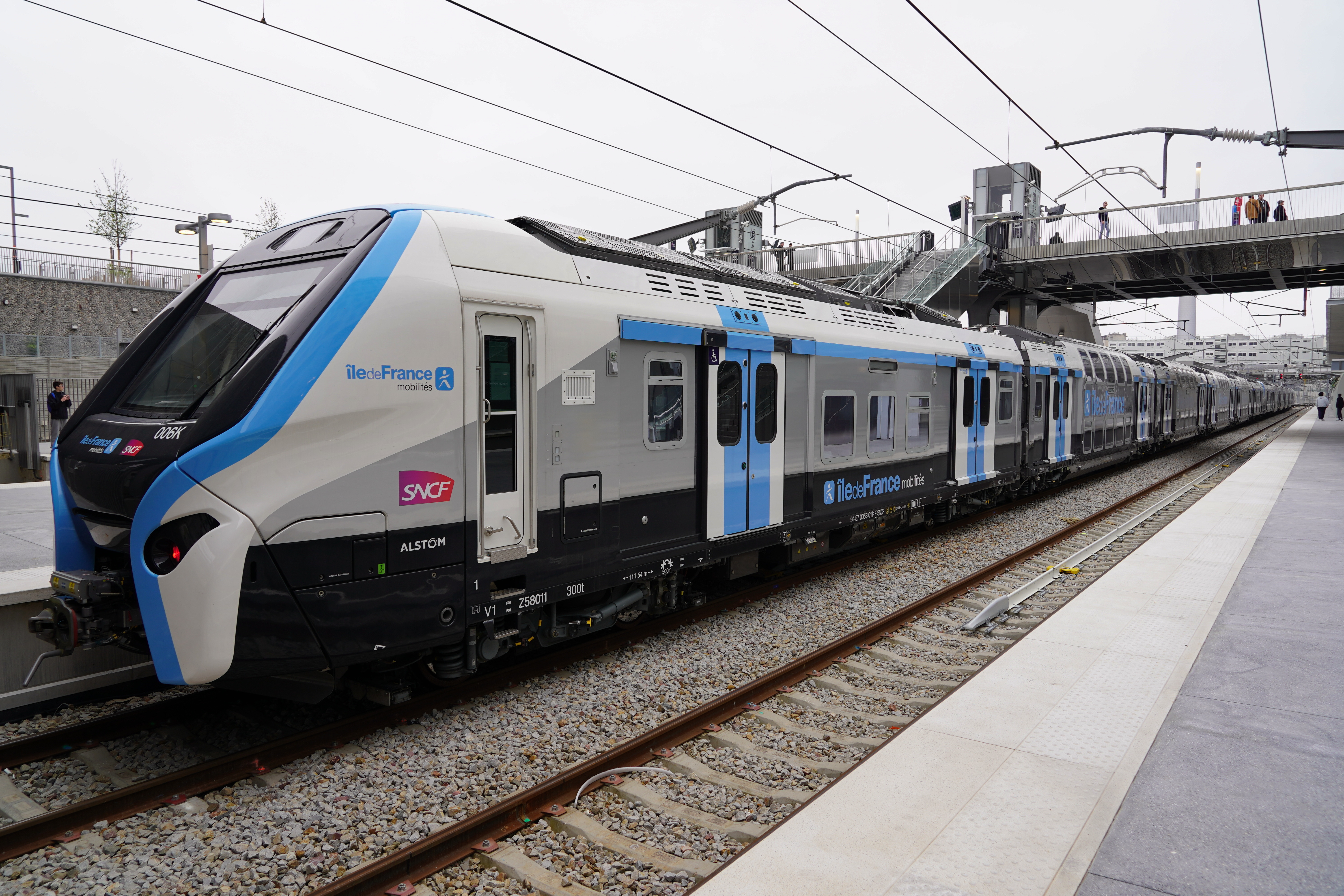
Z 58000 stationné sur la voie C.

La mise en service du prolongement de la ligne E vers l'ouest s'effectue de manière progressive. Du 6 mai au 14 décembre 2024, la gare est desservie par un service de navettes depuis la gare de Magenta, à raison d'un train tous les quarts d'heure de 10 h à 16 h en semaine et de 10 h à 20 h le week-end.
Depuis le 15 décembre 2024, l'offre de transport issue du report du terminus 1ère étape Haussmann-Saint-Lazare propose 16 trains en heures de pointe et 10 trains en heures creuses, jusqu'au transfert de la ligne J5 de Houilles-Carrières vers Rosa-Parks au lieu de Paris-Saint-Lazare prévu par étapes entre début 2027 et fin 2029.

### Intermodalité
La gare est desservie par les lignes de bus 160, 163, 259, 276, 277 et 363 du réseau de bus RATP, ainsi que par la ligne N53 du réseau de bus Noctilien. La gare de Nanterre-Préfecture de la ligne A du RER est également à proximité.

## Projets
Plusieurs projets de transports de voyageurs sont prévus à plus ou moins long terme pour contribuer à l'aménagement du secteur des Groues, dans le ressort de l'Établissement public d'aménagement de la Défense Seine Arche (EPADESA).
Le 18 décembre 2009, RFF, la SNCF et l'EPASA (ancêtre de l'EPADESA) ont signé un protocole d’études sur l'aménagement du secteur des Groues, autour de la future gare. Depuis 2007 en particulier, l’EPASA puis l'EPADESA ont conduit des études préalables, sous forme d'un « Plan Guide 1 » (2008-2009), lequel fait l'objet en 2013 d'un « Plan Guide 2 » afin d'actualiser la vision globale du projet et de faciliter son évolution. Par ailleurs, l'EPADESA a engagé en 2012 des études plus ciblées sur le secteur dit du « Faisceau », concerné par l'arrivée des projets d'envergure : gare du RER E prolongé (Eole), gare du réseau du Grand Paris Express et projet de ligne nouvelle Paris - Normandie (LNPN).
En septembre 2013, une convention a été signée entre RFF, la Société du Grand Paris, la Ville de Nanterre et l’EPADESA, pour l’organisation des opérations d’aménagement du quartier de gare de la Folie - Les Groues.

### Grand Paris Express
La station de métro Nanterre La Folie devrait constituer un nœud principal du réseau du Grand Paris Express, lors de son achèvement prévu durant les années 2030. Trois lignes du nouveau réseau devraient s'y croiser.
L'agence Architecturestudio est chargée de concevoir et de réaliser cette nouvelle station.
Elle devrait être le terminus provisoire puis une station de passage de la ligne 15 du Grand Paris Express et, ultérieurement, de la ligne 18 de ce même réseau, assurant une liaison directe vers le plateau de Saclay et Orly. À terme également, elle pourrait être reliée à la station Saint-Denis Pleyel via Bois-Colombes.
Elle pourrait ultérieurement (2040) être desservie par la ligne 19 du métro de Paris ; elle devrait être le terminus ouest de la ligne qui devrait la relier à Aéroport Charles-de-Gaulle 2 TGV via le Val-d'Oise.

### Réseau métropolitain
Une station de la ligne 1 du métro de Paris était prévue à Nanterre-La Folie à l'horizon 2030, selon le projet de Schéma directeur de la région Île-de-France (SDRIF) présenté en février 2007 par le Conseil régional d'Île-de-France. Elle n'est cependant plus reprise dans la version de ce même schéma directeur approuvée par décret en décembre 2013, le RER E se substituant à la ligne 1.

### Réseau Grandes Lignes
Une nouvelle gare a également été envisagée dans le cadre de la création de la ligne nouvelle Paris - Normandie reliant Paris-La Défense au Havre et à Cherbourg. Elle est néanmoins abandonnée par la suite lors de la concertation, un départ des trains à Saint-Lazare étant privilégié.

## Au cinéma
La gare, qui est alors un triage, est visible dans une scène du film La Nuit des traquées (1980) de Jean Rollin.